# Импульсный случайный процесс
Импульсный случайный процесс – случайный процесс, представляющий собой последовательность одиночных импульсов, параметры которых случайно меняются от импульса к импульсу. Под параметрами импульса понимают время его появления, его длительность и параметры, которые определяют его форму.

## Классификация
Импульсные случайные процессы (ИКМ) классифицируют следующим образом: 
- с накоплением и без накопления
- с перекрывающимися и неперекрывающимися импульсами

Выделяют также особый класс импульсных случайных процессов, импульсы которых имеют прямоугольную форму.

## Импульсные случайные процессы с накоплением и без накопления

### ИКМ без накопления
Корреляция между параметрами импульсов в импульсном случайном процессе отсутствует.

### ИКМ с накоплением
Параметры импульсов в импульсном случайном процессе коррелированы.

## Применение
Импульсным случайным процессом являются сигналы с импульсной модуляцией: 
- Амплитудно-импульсная модуляция (АИМ)
- Импульсно-кодовая модуляция (ИКМ)
- Фазово-импульсная модуляция (ФИМ)
- Частотно-импульсная модуляция (ЧИМ)
- Широтно-импульсная модуляция (ШИМ)